# Duxelles

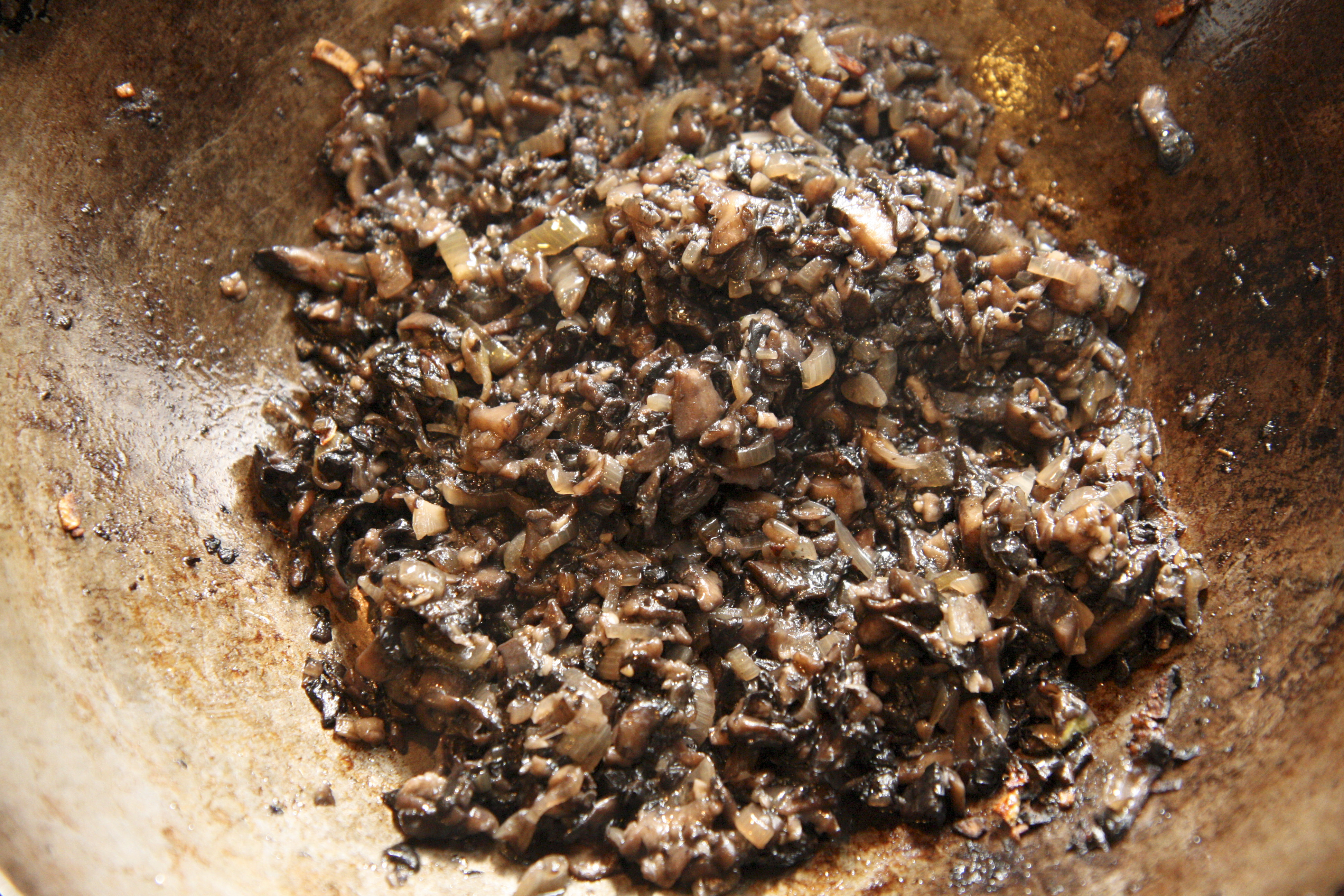
Una duxelles.

La duxelles, o duxelle, es un picadillo típico de la gastronomía francesa elaborado con champiñones, chalotas y cebollas muy finamente picados que se saltean en una sartén con mantequilla. Suele emplearse como relleno o guarnición de preparaciones que se denominan "a la Duxelles". En el caso de añadir jamón picado se denomina duxelles grasa.

## Etimología
La razón por la que esta preparación se denomina Duxelles es debatida. Se menciona que puede deberse a François Pierre de la Varenne, cocinero del marqués de Uxelles (D'Uxelles en francés), aunque no parece mencionar esta receta en su obra.